# 千葉亀之助
千葉 亀之助（ちば かめのすけ、1896年〈明治29年〉10月12日 - 没年不明）は、日本の資産家、貸金業者、会社役員、地主・家主。満鮮運輸取締役。池貝鉄工所監査役。日本製罐相談役。族籍は東京府平民。

## 経歴
東京府・千葉勝五郎の孫。祖父勝五郎のあとを享けて、1903年、家督を相続する。金融業を営む。また池貝鉄工所や満鮮運輸などの重役を務めた。
1930年、慶應義塾特選塾員。

## 人物
東京在籍で、住所は東京市京橋区五郎兵衛町（現・東京都中央区八重洲）、同市芝区葺手町（現・東京都港区新橋）。千葉亀之助邸の和風本館の別館として大正時代に建てられた西洋館は菊池寛実記念 智美術館敷地内に現存する。

## 家族・親族
千葉家
- 祖父・勝五郎[2]（金貸し）[13]
- 妻・久（1898年 - ?、東京の煙草商、千葉松兵衛の五女[4]、千葉直五郎の妹[8][10]）
- 長男・輝彦[10][11]（1917年 - ?） - 1941年に慶應義塾大学文学部卒業[11]。
- 長女・静（1919年 - ?、野上素一の妻） - 白百合高女卒業[10]。
- 次男（1921年 - ）[9]
- 三男（1923年 - ）[9]
- 二女（1930年 - ）[8][10]
- 四男（1932年 - ）[8][10]

親戚
- 妻の叔父・千葉恒次郎（池貝鉄工所副社長）
- 妻の父・千葉松兵衛（煙草製造業）- 松兵衛の父親は、亀之助の祖父・勝五郎の分家の婿養子で、勝五郎の義弟にあたる[14]。松兵衛（1864年生まれ）は天保より銀座の街頭で刻み煙草を売っていた「松葉屋」の子で、「牡丹」「菊世界」の銘柄で知られる国産紙巻煙草製造者として成功、1904年の煙草専売制により廃業し、見返りに政府から得た資金で銀座一丁目で煙草販売店を営む傍ら、池貝鉄工所に出資して監査役となり（弟の恒次郎は同社の副社長）、東京演芸場の取締役も務めた[14][15][16][17]。
- 妻の兄・千葉直五郎（池貝鉄工所監査役） - 妻・久の兄にあたる長男の直五郎が家督を相続した。久の姉・ゆうは広部鉱業社長の広部清一郎（東京府多額納税者で広部銀行頭取の広部清兵衛長男）に嫁いだ。直五郎が息子の常五郎と子爵鍋島直庸（鍋島直虎長男）の娘・京子の婚姻の際に新居として1934年に渋谷に建てた邸宅は登録有形文化財「ミュージアム1999（旧千葉常五郎邸）」として現存し、レストランに利用されている[18][19]。